# Intel Edison

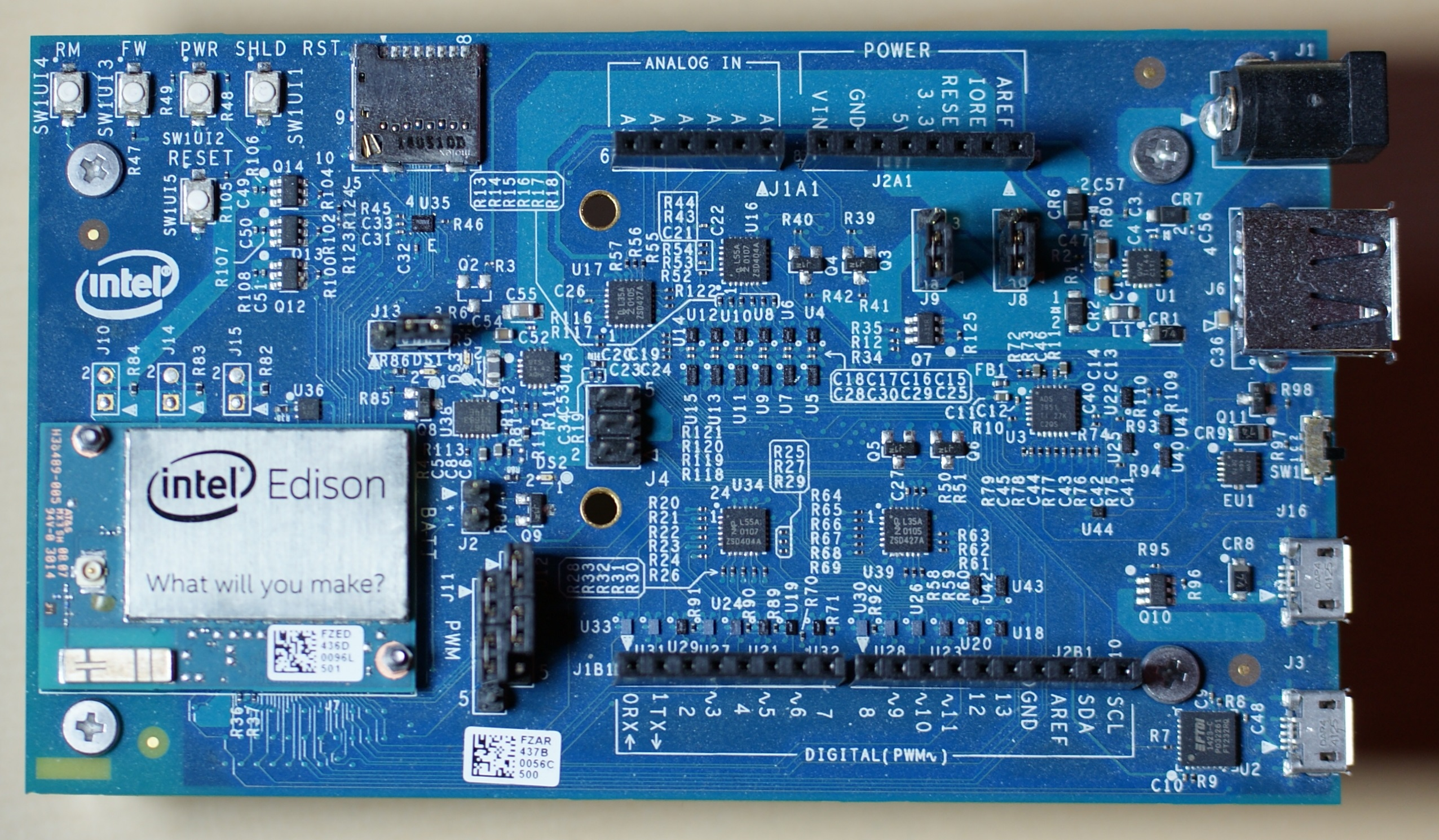
Intel Edison acoplado em um Arduino.

O Intel Edison é um pequeno computador oferecido pela Intel como plataforma de desenvolvimento de computadores vestíveis e internet das coisas. Foi anunciado inicialmente para ter o mesmo tamanho e peso de um cartão SD, contendo um processador com dois núcleos Intel Quark x86. Uma nova CPU de 22nm Silvermont dual core Intel Atom foi anunciada depois.